# Gastwirt

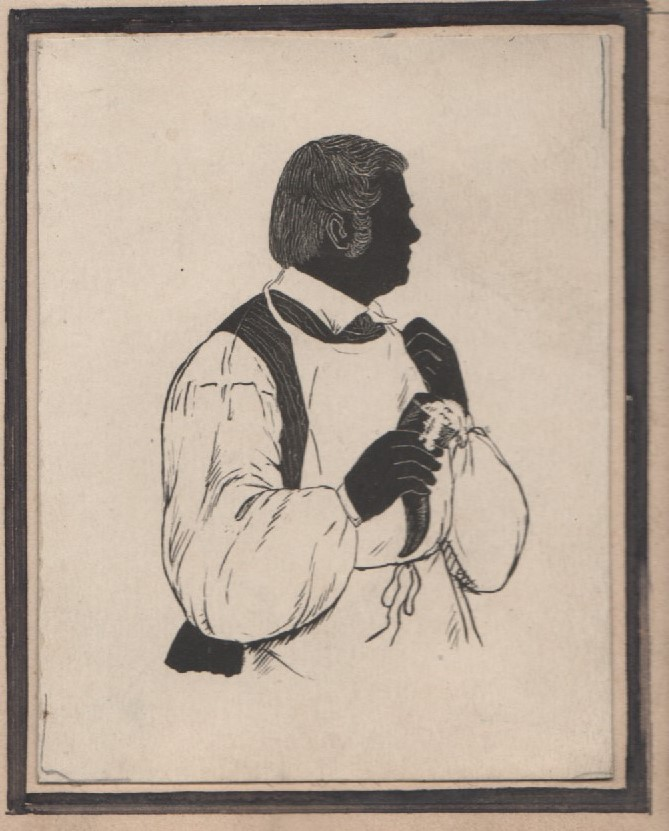
„Der dicke Malter“, 1840–1870 Gastwirt in Rathsberg

Ein Gastwirt leitet als selbständiger Unternehmer oder als Angestellter eines Unternehmens fachlich und kaufmännisch eigenverantwortlich einen Gastronomiebetrieb, daher auch die abgeleitete Bezeichnung Gastronom. Das Wort „Wirt“ entstammt dem germanischen „werdum“ für „Hausherr“. Im Gegensatz zum Koch oder Restaurantfachmann ist Gastwirt kein geschützter Ausbildungsberuf.

## Beschreibung
Gastwirte bestimmen die Organisation der Betriebsabläufe, erteilen Weisungen für den kaufmännischen, personellen und technischen Ablauf im gesamten Gaststätten- bzw. Restaurantbetrieb, stellen Personal ein und treffen Entscheidungen über Investitionen. Sie koordinieren und kontrollieren Service und Empfang und organisieren die Abläufe in sonstigen Funktionsbereichen (Küche). Außerdem tragen sie die Verantwortung für die Einhaltung einschlägiger Gesetze und Verordnungen, insbesondere Jugendschutz und Nichtraucherbestimmungen. Sie sind für die kaufmännische Rechnungslegung und gastronomische Planung zuständig und setzen mittel- und langfristige Absatz- und Umsatzziele. Sie veranlassen und überwachen den Einkauf, die Lagerung und die Vor- und Zubereitung von Speisen und Getränken, verhandeln mit Lieferanten und prüfen die Qualität der Waren. Außerdem planen und kontrollieren sie den Wareneinsatz, überwachen die Abläufe in der Küche und wirken bei der Festlegung der Speise- und Getränkepläne mit. In Deutschland brauchen alle Gastwirte einen speziellen Eignungsnachweis (ohne Prüfung), der in einem Lehrgang bei der Industrie- und Handelskammer erworben wird.

## Organisationen
Im Jahr 1873 wurde der Deutsche Gastwirtsverband (Sitz in Berlin) gegründet, dem im Jahre 1907 insgesamt 485 Vereine mit mehr als 30.000 Mitgliedern angehörten; Verbandsorgan war „Das Gasthaus“ (Berlin; seit 1868). Im November 1893 entstand der Bund deutscher Gastwirte (Leipzig), dem vorwiegend mittel- und süddeutsche Vereine angehörten. Bundesorgane: „Zentralblatt für das deutsche Gastwirtsgewerbe“ (Leipzig; seit 1893), „Der deutsche Gastwirt“ (Darmstadt; 1884) oder die „Deutsche Wirtezeitung“ (Stuttgart; 1891). Beide Verbände arbeiten zusammen unter dem Namen Vereinigte deutsche Gastwirte – ein internationaler Verein der Gasthofbesitzer (Köln; 1869), dessen Organ: „Wochenschrift des Internationalen Vereins der Gasthofbesitzer“ (seit 1869).

## Rechtsfragen
Gastwirte als selbständige Unternehmer unterliegen gewerberechtlich den Regelungen des Gaststättenrechts. In Deutschland war das Gaststättenrecht bis zur Föderalismusreform bundesweit geregelt, seit 2006 liegt die Gesetzgebungsbefugnis bei den Bundesländern. Bisher haben die Bundesländer Baden-Württemberg, Brandenburg, Bremen, Hessen, Niedersachsen, Sachsen, Thüringen und das Saarland eigene Gaststättengesetze als Landesrecht erlassen.
Das Gaststättenrecht regelt insbesondere die Voraussetzungen für die Erteilung und den Widerruf einer Gaststättenerlaubnis (Konzession), sofern diese nach Bundes- oder Landesrecht für den Betrieb der Gaststätte erforderlich ist, den Umfang der Erlaubnis, die Auflagen und die Versagungsgründe sowie die durch verschiedene Gesetze und Verordnungen erlassenen besonderen Überwachungsregeln.
Handelsrecht/Strafrecht
Ein Gastwirt ist nur dann Vollkaufmann, wenn sein Gewerbebetrieb über den Umfang eines Kleingewerbes hinausgeht (§ 1 Abs. 2 HGB). Das ist insbesondere der Fall, wenn Kellner, Portiers, Hausdiener, Köche oder Haus- und Zimmermädchen als Kaufmannsgehilfen angestellt werden, sofern dann ein in kaufmännischer Weise eingerichteter Geschäftsbetrieb erforderlich wird. Als Hausherr darf der Gastwirt im Rahmen seines Hausrechts Verhaltensregeln für Gäste aufstellen und bestimmen, wer als Gast erwünscht ist und wer nicht. Der Gastwirt darf Gäste zum Verlassen der Gaststätte auffordern und Hausverbote aussprechen. Entfernt sich ein Gast trotz Aufforderung nicht oder betritt er trotz eines bestehenden Hausverbotes die Räume der Gaststätte, verletzt er das Hausrecht des Gastwirtes und begeht Hausfriedensbruch (§ 123 Abs. 1 StGB). Das gilt auch, wenn jemand die Räume zu strafbaren Zwecken, etwa zur Schutzgelderpressung, betritt oder wenn Gäste in den Räumen ohne den Willen des Gastwirtes Straftaten begehen. Der Gastwirt hat dann das Recht, im Rahmen der Notwehr (§ 32 StGB) unliebsame Gäste notfalls auch mit Gewalt aus der Gastwirtschaft zu entfernen.
Privatrecht
Nach § 701 BGB haftet der Gastwirt, der gewerbsmäßig Gäste zur Beherbergung aufnimmt, dem im Betrieb dieses Gewerbes aufgenommenen Gast unabhängig vom Verschulden für den Schaden, den dieser durch Verlust oder Beschädigung eingebrachter Sachen erleidet. Der Gastwirt haftet auch dann, wenn der Verlust oder die Beschädigung nicht in den Gasthofräumen selbst, sondern in den dazugehörigen Räumen erfolgt. Der Gast hat unverzüglich, nachdem er von dem Verlust oder der Beschädigung Kenntnis erlangt hat, dem Gastwirt Anzeige zu erstatten.
Die üblicherweise angebrachten Schilder "Für Garderobe keine Haftung" sind demgegenüber rechtlich ohne jede Wirkung. Es handelt sich dabei um Allgemeine Geschäftsbedingungen (AGB), in denen aber eine Haftung nicht unbeschränkt, also auch für Fälle des Vorsatzes, wirksam ausgeschlossen werden kann. 
Dem Gastwirt steht nach § 704 BGB ein gesetzliches Gastwirtpfandrecht an den vom Gast eingebrachten Sachen zur Sicherung seiner unbezahlten Leistungen zu. Als eingebracht gelten die Sachen, die der Gast dem Gastwirt oder dessen Gehilfen, die zur Entgegennahme der Sachen bestellt oder nach den Umständen als dazu bestellt anzusehen waren, übergeben oder an einen ihm von diesen angewiesenen Ort gebracht hat. Bezahlt der Gast nicht, darf der Gastwirt die pfändbaren Sachen notfalls mit Gewalt in Besitz nehmen (Notwehr; § 32 StGB) und versteigern lassen.